# كأس خادم الحرمين الشريفين 2016
كأس خادم الحرمين الشريفين 2016 هي النسخة رقم (41) من بطولة كأس خادم الحرمين الشريفين و يشارك في البطولة 14 فريق من الدوري الممتاز و 16 فريق من دوري الدرجة الأولى و يتنافس 137 فريق من الدرجة الثانية و الثالثة على مقعدين في البطولة من خلال تصفيات تقام قبل بداية البطولة ، بدأت البطولة في 19 يناير ، و حامل لقب البطولة في الموسم الماضي 2015 هو نادي الهلال .

## الفرق المشاركة
| الدوري                      | الفرق |
| --------------------------- | --- |
| دوري المحترفين السعودي      | - نادي الهلال بطل كأس خادم الحرمين الشريفين 2015 - النادي الأهلي الرياضي - نادي الفيصلي السعودي - نادي الفتح - نادي الاتحاد - نادي الخليج - نادي النصر - نادي القادسية - نادي الرائد السعودي - نادي الشباب - نادي التعاون - نادي الوحدة - نادي هجر - نادي نجران الرياضي |
| دوري الدرجة الأولى السعودي  | - نادي الباطن - نادي الدرعية - نادي الاتفاق السعودي - نادي الفيحاء - نادي الحزم - نادي الجيل - نادي المجزل - نادي النهضة - نادي النجوم السعودي - نادي العروبة - نادي الرياض - نادي الشعلة - نادي الطائي السعودي - نادي الوطني السعودي - نادي ضمك - نادي أحد             |
| دوري الدرجة الثانية السعودي | - نادي أبها السعودي - نادي الجبلين |

## دور ال 32
| 19 يناير 2016 1 | نادي أبها السعودي | 0–2 | نادي الشعلة                         | أبها                                              |
| 15:20           |                   |     | راشد الدويسان 29' · مسفر البيشي 85' | الملعب: مدينة الأمير سلطان بن عبد العزيز الرياضية |

| 19 يناير 2016 2 | نادي الجبلين | 1–3 | نادي العروبة                  | حائل                                    |
| 15:40           | Zayed 55'    |     | Muath 26'، 37' · Al-Enezi 77' | الملعب: ملعب الأمير عبد العزيز بن مساعد |

| 20 يناير 2016 3 | نادي التعاون            | 1–2 | نادي المجزل                           | بريدة                                      |
| 18:15           | نايف المطيري 79' (ه.ذ.) |     | ضيف الله القرني 3' · Al-Muraished 57' | الملعب: ملعب مدينة الملك عبد الله الرياضية |

| 20 يناير 2016 4 | نادي الوحدة                       | 2–1 | نادي أحد   | مكة                           |
| 20:00           | مهند الفارسي 56' · عامر هارون 80' |     | Al-Dhaw 5' | الملعب: ملعب الملك عبد العزيز |

| 20 يناير 2016 5 | نادي الدرعية | 0–7 | نادي النصر                                                                                      | الرياض                          |
| 20:00           |              |     | أدريان مييرجيفسكي 4'، 70'، 86' · محمد السهلاوي 40'، 42' · Al-Qahtani 55' (ه.ذ.) · محمد حسين 72' | الملعب: ملعب الأمير فيصل بن فهد |

| 21 يناير 2016 6 | نادي الحزم      | 1–0 | نادي الفتح | الرس                    |
| 15:40           | فريد الحربي 60' |     |            | الملعب: ملعب نادي الحزم |

| 21 يناير 2016 7 | نادي الجيل | 0–0 (ب.و.إ.) | نادي الفيصلي السعودي | الأحساء                              |
| 17:55           |            |              |                      | الملعب: ملعب الأمير عبد الله بن جلوي |

| 21 يناير 2016 8 | نادي النهضة         | 1–2 | نادي الهلال                              | الدمام                          |
| 17:55           | إسماعيل دياكيتي 26' |     | آيلتون جوزيه ألميدا 83' · محمد جحفلي 86' | الملعب: ملعب الأمير محمد بن فهد |

| 21 يناير 2016 9 | النادي الأهلي الرياضي                                  | 3–0 | نادي الطائي السعودي | جدة                                |
| 20:00           | عمر السومة 22' (ركلة.)، 57' · أسامة هوساوي 83' (ركلة.) |     |                     | الملعب: ملعب الملك عبد الله الدولي |

| 22 يناير 2016 10 | نادي الرائد السعودي  | 1–0 | نادي الفيحاء | بريدة                                      |
| 15:40            | صالح خالد الشهري 10' |     |              | الملعب: ملعب مدينة الملك عبد الله الرياضية |

| 22 يناير 2016 11 | نادي النجوم السعودي | 2–1 | نادي نجران الرياضي | الأحساء                              |
| 17:55            | Sharoumah 10'، 77'  |     | عيسى المحياني 41'  | الملعب: ملعب الأمير عبد الله بن جلوي |

| 23 يناير 2016 12 | نادي الوطني السعودي | 0–2 | نادي الخليج                    | تبوك                                    |
| 16:05            |                     |     | Al-Salem 32' · فهد السويلم 72' | الملعب: استاد مدينة الملك خالد الرياضية |

| 23 يناير 2016 13 | نادي هجر                | 1–2 | نادي ضمك                           | الأحساء                              |
| 17:55            | برونو لوبيز 66' (ركلة.) |     | عبد الفاضل سوانون 29'، 76' (ركلة.) | الملعب: ملعب الأمير عبد الله بن جلوي |

| 24 يناير 2016 14 | نادي الباطن                          | 3–2 | نادي القادسية                     | حفر الباطن               |
| 15:25            | Ayadah 46'، 61' (ركلة.) · Haqawi 75' |     | جيلبيرتو ماسينا 55' · Al-Amer 60' | الملعب: ملعب نادي الباطن |

| 24 يناير 2016 15 | نادي الشباب                          | 2–0 | نادي الاتفاق السعودي | الرياض                        |
| 18:10            | حسن معاذ فلاته 17' · محمد بن يطو 34' |     |                      | الملعب: ملعب الملك فهد الدولي |

| 25 يناير 2016 16 | نادي الاتحاد                                                                     | 4–0 | نادي الرياض | جدة                                |
| 20:00            | جيلمين ريفاس 11' · عبد الفتاح عسيري 13' · لوسيان سانمارتين 16' · مختار فلاته 49' |     |             | الملعب: ملعب الملك عبد الله الدولي |

## دور ال 16
| 31 يناير 2016 17 | الشعلة          | 1–2 | النصر                | الخرج                    |
| 18:15            | محمد عطية 90+2' |     | موديبو مايغا 4'، 78' | الملعب: ملعب نادي الشعلة |

| 31 يناير 2016 18 | النجوم | 0–2 | الهلال                  | الأحساء                              |
| 19:30            |        |     | كارلوس ادواردو 11'، 55' | الملعب: ملعب الأمير عبد الله بن جلوي |

| 1 فبراير 2016 19 | ضمك                   | 1–2 | الأهلي                                       | أبها                                                             |
| 16:00            | عبد الفاضل سوانون 52' |     | إسلام سراج 38' · معتز هوساوي 65' (ضربة جزاء) | الملعب: مدينة الأمير سلطان بن عبد العزيز الرياضية الحضور: 16,400 |

| 7 مارس 2016 20 | العروبة                         | 2–0 | الجيل | سكاكا                     |
| 16:20          | عايض الجوني 38' · محمد رواف 76' |     |       | الملعب: ملعب نادي العروبة |

| 8 مارس 2016 21 | الحزم                            | 2–2 (ب.و.إ.) | الباطن                           | الرس                    |
| 16:00          | ناصر جحفلي 59' · فريد الحربي 73' |              | محمد فؤاد 37' · فيصل الظفيري 67' | الملعب: ملعب نادي الحزم |

| 8 مارس 2016 22 | الاتحاد                          | 2–0 | الوحدة | جدة                                   |
| 20:45          | أحمد عسيري 55' · مختار فلاته 90' |     |        | الملعب: مدينة الملك عبد الله الرياضية |

| 17 مارس 2016 23 | الشباب                               | 2–3 | الرائد                                                             | الرياض                          |
| 18:45           | فرناندو فارياس 85' · محمد بن يطو 89' |     | فهد الجهني 18' (ركلة جزاء)، 80' · عبد الملك الخيبري 54' (في مرماه) | الملعب: ملعب الأمير فيصل بن فهد |

| 18 مارس 2016 24 | الخليج               | 1–2 | المجزل                              | الخبر                                      |
| 18:30           | عبد الله آل سالم 78' |     | بدر الدخيل 66' · محمد المنقاش 90+5' | الملعب: مدينة الأمير سعود بن جلوي الرياضية |

## ربع النهائي
| 12 أبريل 2016 25 | المجزل          | 1–4   | الهلال                                                             | المجمعة                                                           |
| 19:05            | عبود البيشي 83' | تقرير | ياسر القحطاني 63'، 74' · خالد الكعبي 80' · آيلتون جوزيه ألميدا 90' | الملعب: مدينة الملك سلمان بن عبد العزيز الرياضية الحكم: خالد سلوي |

| 12 أبريل 2016 26 | الرائد         | 1–3   | الأهلي                                 | بريدة                                                     |
| 19:05            | فهد الجهني 25' | تقرير | ماركينيو 19' · منصور الحربي 30'، 90+1' | الملعب: مدينة الملك عبد الله الرياضية الحكم: سلطان الحربي |

| 12 أبريل 2016 27 | النصر                                | 3–1   | العروبة                       | الرياض                                             |
| 21:00            | نايف هزازي 1'، 48' · يحيى الشهري 71' | تقرير | محمد الكويكبي 89' (ضربة جزاء) | الملعب: ملعب الملك فهد الدولي الحكم: مشاري المشاري |

| 13 أبريل 2016 28 | الاتحاد | ألغيت[A] | الحزم | جدة                                   |
| 21:00            |         |          |       | الملعب: مدينة الملك عبد الله الرياضية |

## نصف النهائي
| 29 أبريل 2016 29 | الهلال                                           | 2–3 (ب.و.إ.) | الأهلي                              | الرياض                                                      |
| 20:45            | عبد الله الزوري 7' · يوسف السالم 73' (ضربة جزاء) | تقرير        | مهند عسيري 59'، 78' · ماركينيو 114' | الملعب: ملعب الملك فهد الدولي الحكم: ميلوراد ماجيتش (صربيا) |

| 30 أبريل 2016 30 | الاتحاد                | 1–3   | النصر                                                  | جدة                                                                          |
| 20:45            | لوسيان سانمارتين 90+3' | تقرير | شايع شراحيلي 42' · أحمد الفريدي 62' · إبراهيم غالب 70' | الملعب: مدينة الملك عبد الله الرياضية الحكم: بافل كرالوفيتس (جمهورية التشيك) |

## النهائي
| الأهلي               | 2–1 (ب.و.إ.) | النصر            |
| -------------------- | ------------ | ---------------- |
| عمر السومة 24'، 115' | تقرير        | أحمد الفريدي 61' |